# Эгурен, Хосе Мария
Хосе Мария Эгурен Родригес (исп. José María Eguren Rodríguez; 7 июля 1874, Лима — 19 апреля 1942, там же) — перуанский поэт, писатель

, журналист, художник-миниатюрист, фотограф, изобретатель.

## Биография
Родители Эгурена владели фазендой, где он провёл большую часть детства и юности. С ранних лет имел проблемы со здоровьем, рос слабым и болезненным ребёнком, поэтому получил домашнее образование, вырос нелюдимым и застенчивым, много читал, наблюдал за природой. В 15-летнем возрасте поступил в иезуитский колледж. Вёл строго аскетический образ жизни, был одиночкой, добровольно отказавшись от общественной жизни, бо́льшую часть времени проводил дома и на курорте de Barranco, к югу от Лимы.
В 1931—1940 годах работал в библиотеке Министерства народного образования Перу.
Эгурен любил наблюдать за природой, рисовал эскизы маслом и акварелью, которые пользуются популярностью на его родине. Создавал картины под влиянием импрессионистов.
Занимался фотографией, снимал крошечные овального размера (чуть больше сантиметра) фотографии с помощью фотокамеры собственного изобретения.
Вначале познакомился с произведениями романтических и модернистских писателей и поэтов, таких как Хулио Эррера-и-Рейссиг, позже творчеством европейских декадентов и поэтов-символистов, в первую очередь французских, в том числе Бодлера, Верлена, Малларме, а также Д’Аннунцио и Эдгар Аллан По. Увлекался детской литературой (братья Гримм , Андерсен) и произведениями мастеров прерафаэлизма, английскими писателями эстетизма (Рёскин, Россетти, Уайльд). Каждый из этих авторов оставил отпечаток на творчестве Эгурена.
Дебютировал, как прозаик в 1930 году. Большая часть его произведений издана посмертно.
Хосе Мария Эгурен видный представитель символизма в Перу.
Скончался после продолжительной болезни в 1942 году.

## Избранные произведения
Проза
- Motivos estéticos, 1959.
- La sala ambarina. Lima: 1969.
- Poesías completas y Prosas selectas. Recopilación, introducción y notas de Estuardo Núñez. Lima: 1970.
- Motivos. Buenos Aires: 1998.
- Obra poética. Motivos. Prólogo, cronología y bibliografía por Ricardo Silva-Santisteban. Caracas: 2005.
- Motivos. Edición, prólogo y notas de Juan Manuel Bonet. Madrid:2008.

Сборники
- Символики (1911),
- Песнь образов (1916),
- Стихи (1929).

Поэзия
- Simbólicas (1911)
- Lied I
- Lied III
- ¡Sayonara!
- Los reyes rojos
- El duque
- Las bodas vienesas
- Marcha fúnebre de una
- Marionnette
- El dominó
- La canción de las figuras (1916)
- La niña de la lámpara azul
- El caballo
- Peregrín, cazador de figuras
- Nocturno
- Lied V

Автор книги очерков «Эстетические молитвы» (издана 1959). Полное собрание сочинений Эгурена издано в 1974 и 1997 годах.